# André Goudbeek
André Goudbeek (* 1946 in Zwolle) ist ein niederländischer Jazz- und Improvisationsmusiker (Altsaxophon, Bassklarinette, Komposition), der im belgischen Mechelen lebt.

## Leben und Wirken
Gemeinsam mit Fred Van Hove, Paul Van Gysegem, Willy Roggeman und Cel Overberghe gründete er 1973 die Werkgroep Improviserende Muzikanten als Zusammenschluss belgischer Improvisationsmusiker. Er leitete sein eigenes Full Moon Trio; 1975 initiierte er ein erstes improvisierendes Saxophonquartett, das Hommage Sax Quartet mit Luc Houtkamp, John Ruocco und Michel Mast. In den frühen 1980er Jahren gehörte er zu Chris McGregors Brotherhood of Breath, mit der er 1981 auf dem Moers Festival konzertierte. Im selben Jahr trat er mit John Tchicai, François Jeanneau und Philippe Maté bei Jazz Middelheim auf. Zwischen 1982 und 1994 war Goudbeek Mitglied des  Willem Breuker Kollektief, mit dem er international auftrat. Mit Ivo Vander Borght bildete er ein Duo, das mit Van Hove zum Trio MLB III erweitert wurde. Mit Andy Altenfelder tourte er durch die DDR, Spanien und die Niederlande. Er spielte auch mit Peter Brötzmann und mit Barre Phillips und nahm 1995 mit Bart Maris, Remko Devroede und Chris Duerinckx einen improvisierten Soundtrack zum Stummfilm „Nanook from the North“ auf.
Er leitete ein eigenes Quartett mit Patries Wichers, Giles Thomas und Thomas Campaert. Mit Peter Jacquemyn arbeitete er im Duo, das um Lê Quan Ninh zum Trio AGiiiR und dann um Christine Wodrascka zum Quartett AGiiiiR erweitert wurde.

## Diskographische Hinweise
- John Tchicai - André Goudbeek Barefoot Dance (Marge 1979)
- Musica Libera Belgicae MLB III (BVHaast 1988, mit Fred Van Hove, Ivo Vander Borght)
- As It Happened (Wimprovijf 1999, mit Bart Maris, Peter Jacquemyn, Dirk Wauters, Phil Minton)
- Separate Realities (mit Xu Fengxia und Joe Fonda, 2004)
- André Goudbeek/Christine Wodrascka/Peter Jacquemyn/Lê Quan Ninh AGiiiiR (Free Elephant 2005)